# Myristica lancifolia
Myristica lancifolia är en tvåhjärtbladig växtart. Myristica lancifolia ingår i släktet Myristica och familjen Myristicaceae.

## Underarter
Arten delas in i följande underarter:
- M. l. australiana
- M. l. kutubuensis
- M. l. lancifolia
- M. l. montana